# Międzyrzecz
Międzyrzecz [mʲɛnˈd͡zɨʐɛt͡ʂ] (tyska: Meseritz) är en stad i västra Polen, belägen i Lubusz vojvodskap, 48 km sydost om Gorzów Wielkopolski. Tätorten har 18 310 invånare och utgör centralort i en stads- och landskommun med totalt 25 131 invånare. Staden är även huvudort i distriktet Powiat międzyrzecki.

## Geografi
Staden ligger omkring 88 kilometer öster om den tysk-polska gränsen vid Frankfurt (Oder) och omkring 48 kilometer sydost om Gorzów Wielkopolski. Namnet Międzyrzecz betyder ungefär "mellan floderna" och syftar på att floden Obra här möter bifloden Paklica. I kommunen ligger Nietopereks naturskyddsområde.

## Historia
Orten uppstod som en bosättning på landsvägen mellan Magdeburg och Gniezno. Den omnämns först som Mezerici av krönikören Thietmar av Merseburg, i samband med Henrik II av Tysklands erövringståg år 1005 mot den polske hertigen Bolesław I Chrobry. Namnet Mezyriecze förekommer första gången 1112/16 i Gesta principum Polonorum av Gallus Anonymus. Stadens cistercienserkloster, Paradisklostret, grundades 1230.
Bosättningen låg i hertigdömet Storpolens västra utkant under medeltiden och införlivades med de polska kronländerna i samband med kung Vladislav I av Polens kröning 1320. Under efterföljaren Casimir III ökade inflyttningen av tyska bosättare västerifrån i samband med Ostsiedlung. Staden förstördes av den ungerske kungen Mattias I Corvinus trupper 1474, men återuppbyggdes. Staden var en betydande stad med omkring 10 000 invånare på 1500-talet. Under 1600-talet drabbades staden av flera motgångar och brann 1606, samt förstördes av svenska trupper under Karl X Gustavs polska krig och återigen under stora nordiska kriget.
Genom Polens andra delning 1793 blev staden del av kungariket Preussen. Den franske kejsaren Napoleon uppehöll sig i staden den 26 november 1806. Ett planerat attentat mot honom avbröts i sista stund. 1807 blev staden del av hertigdömet Warszawa, och till följd av krigen hade befolkningen sjunkit till omkring 3 500 invånare. Efter Napoleonkrigen tillföll staden åter Preussen 1815 genom Wienkongressen, och staden blev 1818 del av den preussiska provinsen Posen.
Under Weimarrepubliken utgjorde staden en del av Grenzmark Posen-Westpreussen, från 1938 provinsen Brandenburg. Vid nuvarande Niopterek (Nipter) utanför staden uppfördes omfattande befästningar under 1930-talet.
Stadens vårdanstalt i Obrawalde blev under andra världskriget platsen för ett systematiskt mord på hundratals psykiskt sjuka i samband med Aktion T4. Röda armén intog staden 31 januari 1945. Staden blev efter krigsslutet polsk enligt Potsdamöverenskommelsen och den tyska befolkningsmajoriteten fördrevs över gränsen. 
Sedan 1999 är staden huvudort i Powiat międzyrzecki i Lubusz vojvodskap. Staden tillhörde dessförinnan Poznańs vojvodskap 1945-1950, Zielona Góras vojvodskap 1950-1975 och Gorzów Wielkopolskis vojvodskap 1975-1998.

## Kultur och sevärdheter

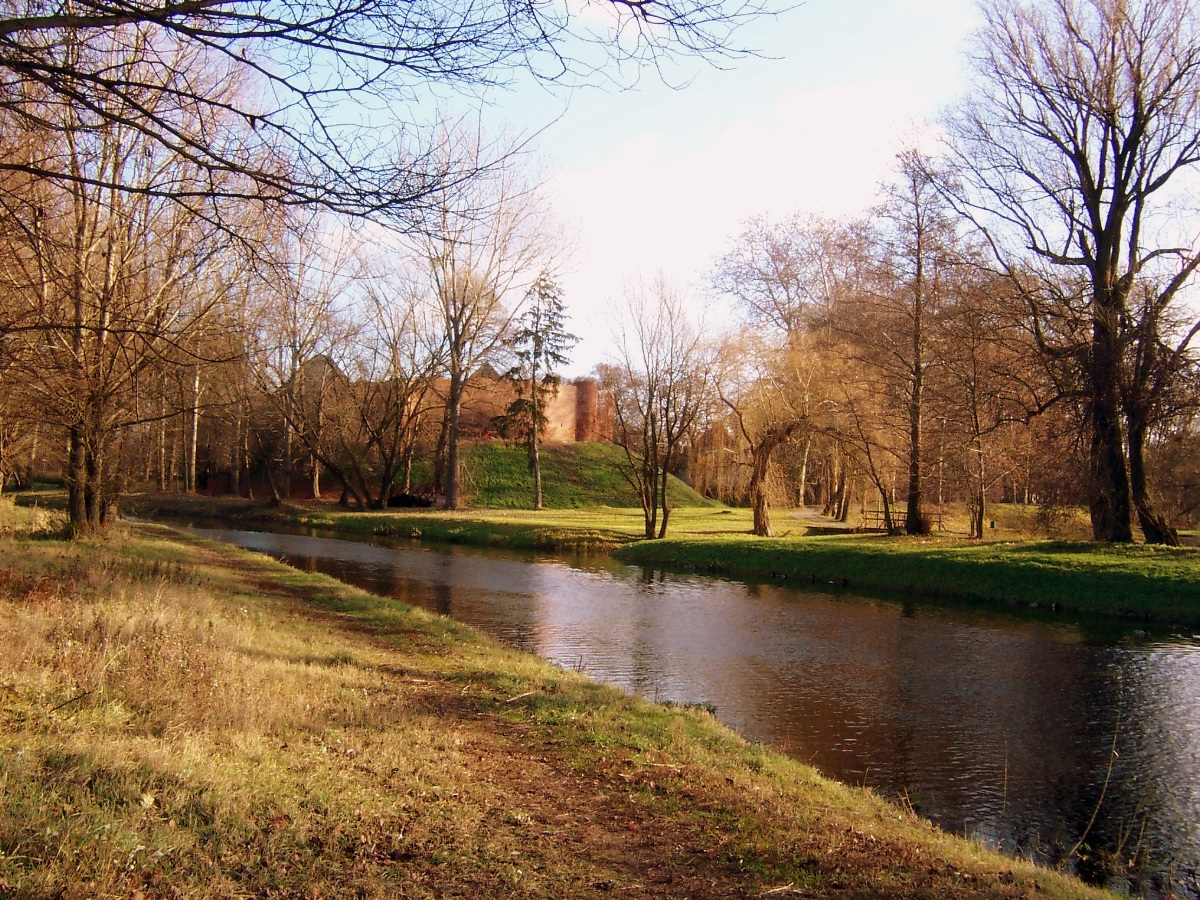
Slottet

Bland stadens sevärdheter räknas slottet från 1200-talet, idag museum, Johannes Döparens kyrka från 1400-talet och rådhuset från 1500-talet.